# Conrad Mannlich

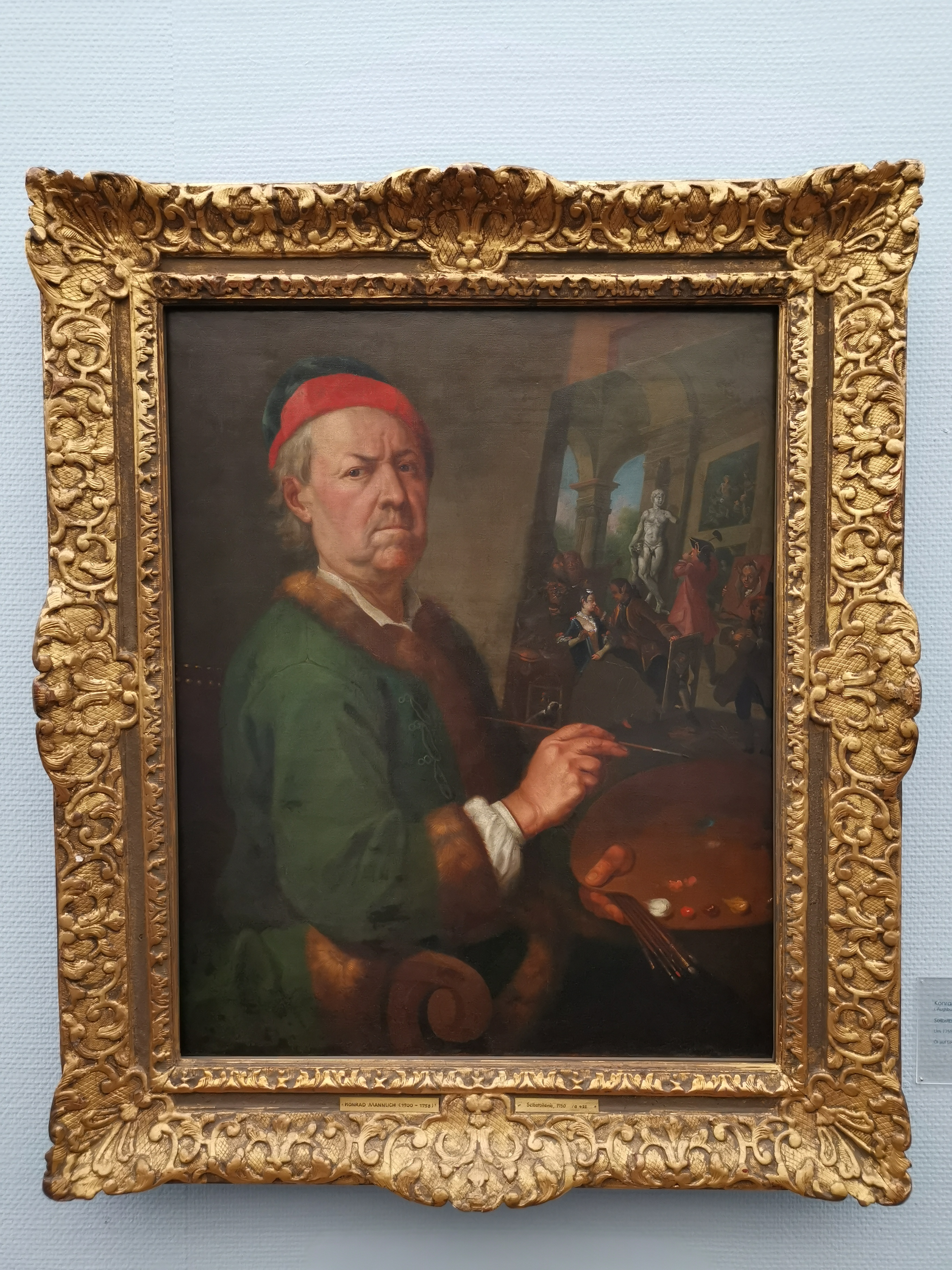
Selbstbildnis vor Staffelei, um 1755

Conrad Mannlich (* 17. Mai 1700 in Augsburg; † 13. September 1758 in Zweibrücken) war ein deutscher Maler.
Der Sohn des bedeutenden Augsburger Silberschmieds Johann Heinrich Mannlich erhielt seine erste Ausbildung bei Johann Kupetzky in Wien. Anschließend reiste er nach Ungarn. Im Frühjahr 1725 befand sich der junge Maler am Hofe Herzog Eberhart Ludwigs von Württemberg in Ludwigsburg, für den er mehrere Porträts fertigte. Bald übersiedelte er nach Straßburg, protegiert von Kardinal de Rohan. Von 1726 bis 1732 hielt er sich wohl die meiste Zeit in Paris auf. 1732 berief ihn Pfalzgraf Christian III. in seine Dienste. Als dieser zu Ende des folgenden Jahres das Fürstentum Pfalz-Zweibrücken erlangte und seine Residenz nach Zweibrücken verlegte, folgte ihm Mannlich. Auch die fürstliche Witwe Karoline, die nach dem Tod ihres Mannes die Regentschaft übernahm und Christian IV. von Pfalz-Zweibrücken schätzten Mannlich als Hofmaler. Während eines Aufenthalts in Straßburg wurde 1741 der Sohn Johann Christian Mannlich geboren, den sein Vater zum Maler ausbildete.
Conrad Mannlichs bekanntes Œuvre ist schmal und umfasst einige Porträts, Stillleben und Jagddarstellungen, die sich vornehmlich in öffentlichem Besitz befinden.